# Firat News Agency
Pour les articles homonymes, voir ANF.
La Firat News Agency (Ajansa Nûçeyan a Firatê - ANF en kurde) est une agence de presse kurde basée à Amsterdam aux Pays-Bas. Elle fut fondée en 2005. L'agence emploie des journalistes, photographes et experts à travers le monde. Elle fournit un contenu éclectique (politique, économie, sport, culture…).
Son site internet est un portail d'information qui offre des productions en huit langues : kurde (kurmandji, sorani et zazaki), turc, anglais, espagnol, allemand, arabe, persan et russe.